# Финансовая комиссия кнессета
Финансовая комиссия кнессета (ивр. ועדת הכספים‎ — Ваадат ха-ксафим) — постоянная комиссия кнессета, занимающаяся вопросами государственного бюджета.

## Информация о комиссии
Согласно информации, размещённой на сайте кнессета, данная комиссия занимается вопросами государственного бюджета, налогообложения, таможенными сборы и налоги; вопросами иностранной валюты; банковским делом и банкнотами; доходами и расходами Израиля.
Комиссия была создана в 1949 году, во время каденции кнессета 1-го созыва, первым её председателем стал Давид Цви Пинкас. Нынешний председатель комиссии — Гафни Моше. Состав комиссии (на 22 февраля 2012 года): Рухама Авраам, Давид Азулай, Ури Ариэль, Ицхак Вакнин, Маджали Вахаби, Эйнат Вильф, Захава Гальон, Хаим Кац, Фаина Киршенбаум, Ралеб Маджадла, Звулун Орлев, Мири Регев, Цион Пиньан, Лия Шемтов и Талеб Эльсана.

## Председатели комиссии
- Давид Цви Пинкас (кнессет 1-го созыва, кнессет 2-го созыва)
- Исраэль Гури (кнессет 2-го созыва, кнессет 3-го созыва, кнессет 4-го созыва и кнессет 5-го созыва)
- Исраэль Каргман (кнессет 6-го созыва)
- Йосеф Кремерман (кнессет 6-го созыва)
- Исраэль Каргман (кнессет 7-го созыва)
- Шломо Лоринц (кнессет 8-го созыва)
- Исраэль Каргман (кнессет 8-го созыва)
- Шломо Лоринц (кнессет 9-го созыва, кнессет 10-го созыва)
- Авраам Йосеф Шапира (кнессет 11-го созыва)
- Михаэль Хариш (кнессет 12-го созыва)
- Моше-Зеэв Фельдман (кнессет 12-го созыва)
- Авраам-Бейга Шохат (кнессет 12-го созыва)
- Гедалия Галь (кнессет 13-го созыва)
- Авраам Равиц (кнессет 14-го созыва)
- Эли Гольдшмидт[англ.] (кнессет 15-го созыва)
- Яаков Лицман (кнессет 15-го созыва)
- Шалом Симхон (кнессет 15-го созыва)
- Авраам Гиршзон (кнессет 16-го созыва)
- Яаков Лицман (кнессет 16-го созыва)
- Авишай Браверман (кнессет 17-го созыва)
- Яаков Лицман (кнессет 17-го созыва)
- Стас Мисежников (кнессет 17-го созыва)
- Моше Гафни (кнессет 18-го созыва)